# Bremsscheibe

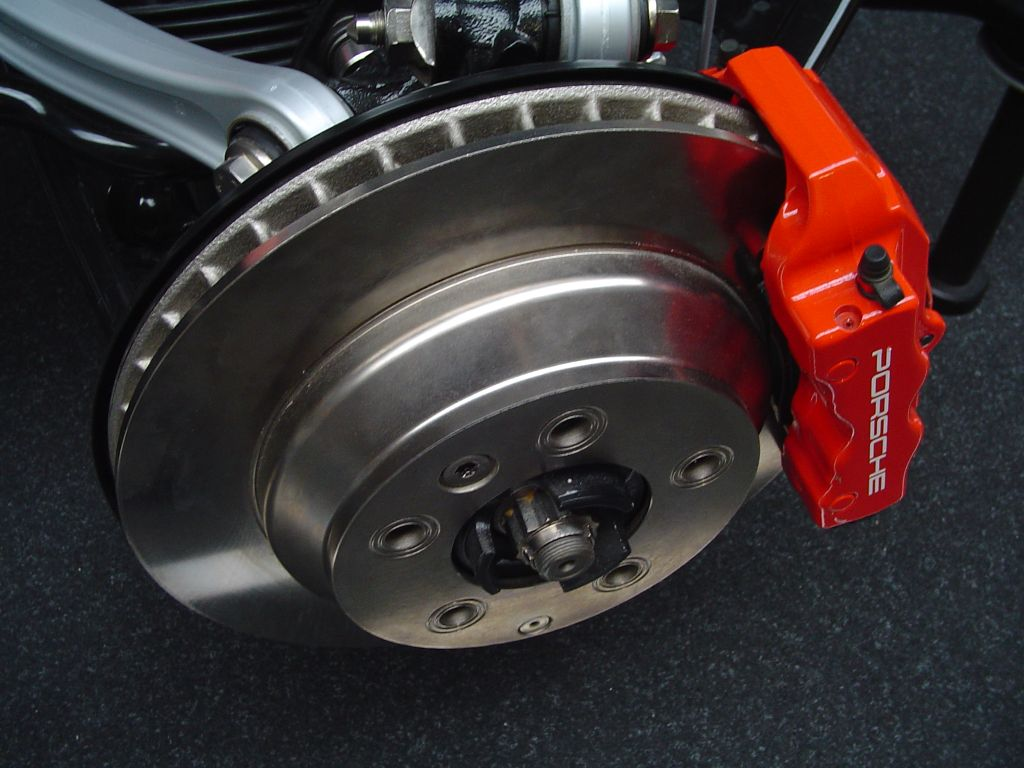
Innenbelüftete Bremsscheibe mit rotlackiertem Bremssattel

Die Bremsscheibe ist der radseitige Teil einer Scheibenbremse, auf den die am Bremssattel befestigten Bremsbeläge wirken, um die Drehbewegung zu verzögern. Sie ist fast immer punktsymmetrisch zur Achsmitte, meistens kreisrund (siehe Abschnitt Ausführungsvarianten) und besteht aus der eigentlichen Bremsfläche und der abgesetzten Achsbefestigung.

## Verschleiß
Die Bremsfläche, welche einen Kreisring auf der Bremsscheibe beschreibt, unterliegt einem Verschleiß. Die Härte von Bremsscheiben und Bremsbelägen ist dabei so abgestimmt, dass der Verschleiß der Bremsbeläge etwas höher ist.

## Werkstoffe

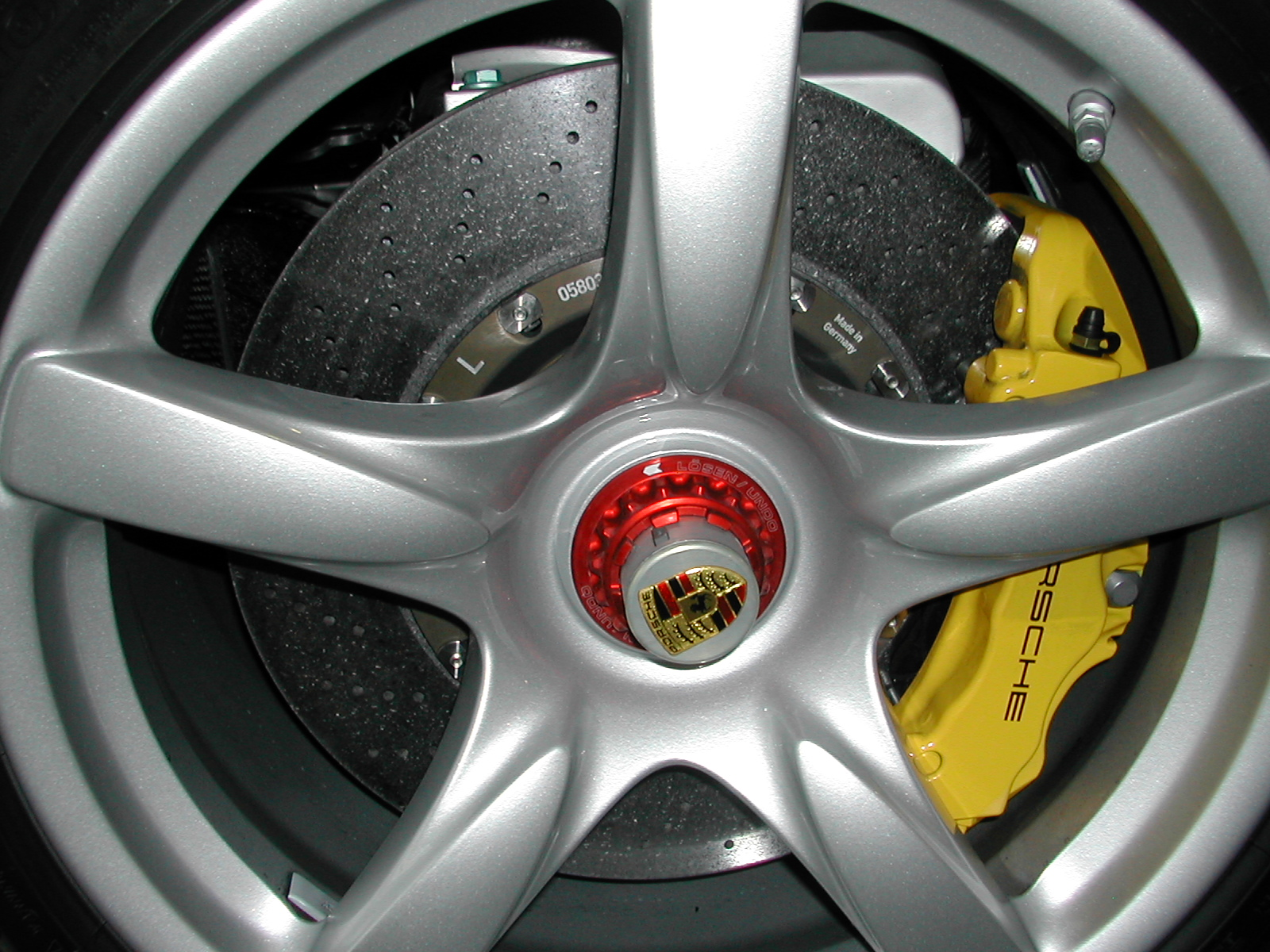
Carbon-Keramik-Bremse eines Porsche Carrera GT

Bremsscheiben werden vorrangig aus Grauguss und teilweise auch aus Sphäroguss hergestellt oder aus geeigneten Stahl-Legierungen gegossen und durch Drehen spanend bearbeitet.
Für sehr hohe Bremsleistung und Fadingunempfindlichkeit bei geringem Gewicht werden im Rennsport und Flugzeugbau auch mit Kohlenstofffasern verstärktes Siliziumkarbid und kohlenstofffaserverstärkte Keramik verwendet.
Einfache Bremsscheiben, wie bei handelsüblichen Fahrrädern, werden aus Blech gestanzt.

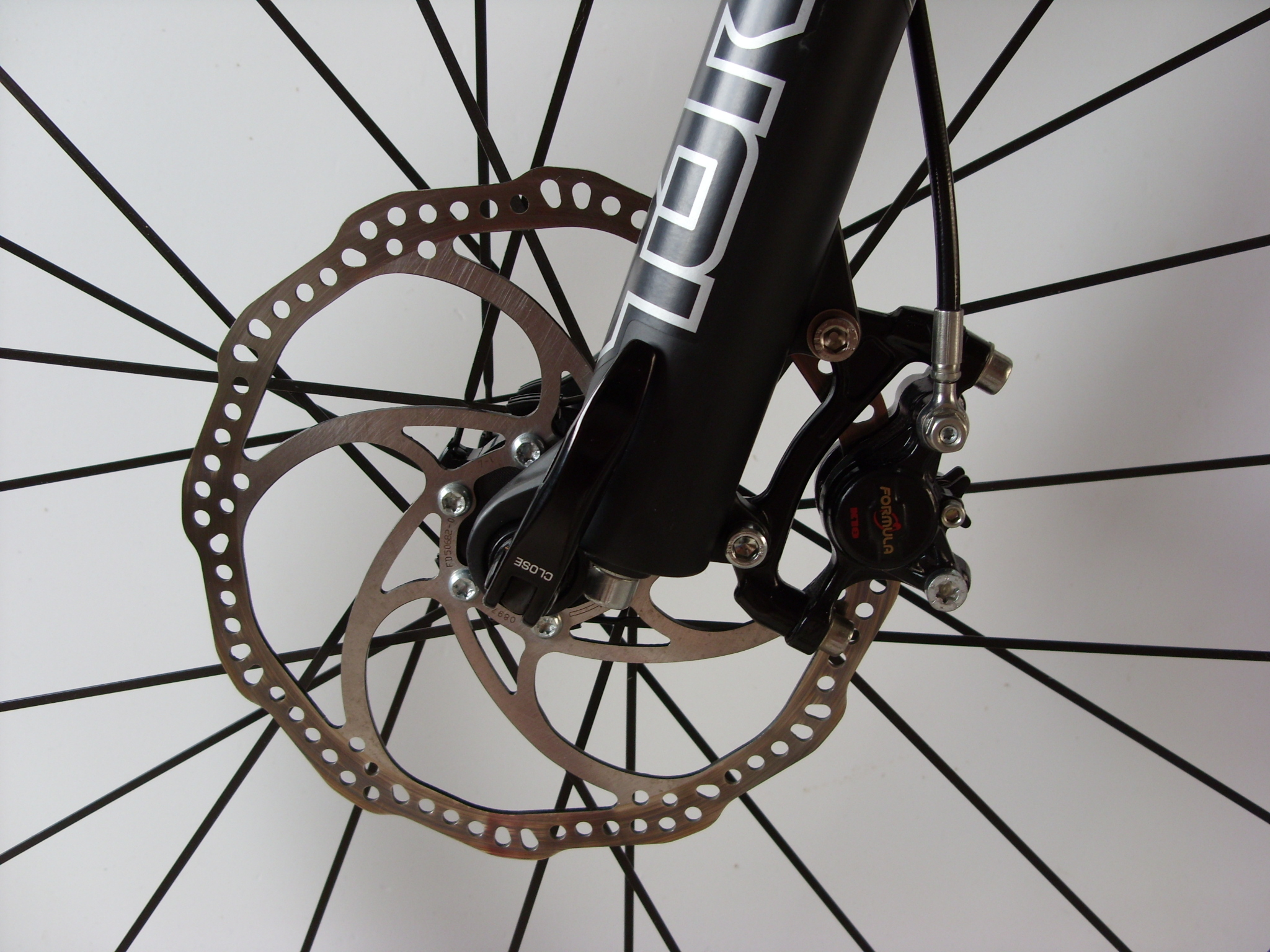
Gelochte Bremsscheibe an einem Fahrrad

Scheibenbremsen für Motorräder wurden erst ab 1969 (Honda CB 750 Four) eingeführt, anfangs mit Graugussbremsscheiben. Um den bei Grauguss durch Feuchte und längere Standzeiten unvermeidlichen Oberflächenrost zu vermeiden, benutzten die Hersteller später korrosionsarme (Edel)stähle als Material für die Scheiben.

## Auswuchten
Um Zusatzbelastungen des Fahrwerks bei höheren Raddrehzahlen durch ungleich verteilte Massen zu vermindern, werden Bremsscheiben nach der spanenden Bearbeitung ausgewuchtet. Insbesondere gegossene Bremsscheiben haben auf Grund des Herstellungsverfahrens zunächst höhere Unwuchten.

## Ausführungsvarianten
Bei Zweirädern wird aus gestalterischen Gründen die Außenkontur der Scheiben neuerdings statt kreisrund in einer Wellenform gefertigt. Marketingbezeichnungen dafür sind Wave- oder Petal-Design.

## Belastung
Fahrzeug-Bremsanlagen müssen so dimensioniert werden, dass die kinetische Energie (Bewegungsenergie) mit {\displaystyle {\tfrac {1}{2}}{\text{Masse}}\cdot {\text{Geschwindigkeit}}^{2}} in der durch den Einsatz gegebenen kurzen Zeit abgebaut werden kann. Die Verzögerung von Bremsen ist im Allgemeinen bedeutend höher als die Beschleunigung, die der Motor des betreffenden Fahrzeugs ermöglicht.
Bremsscheiben sind hohen mechanischen und thermischen Belastungen ausgesetzt, da die Bremsanlage die gesamte im fahrenden Fahrzeug gespeicherte kinetische Energie in Wärme umzuwandeln hat. Diese Wärme erhitzt das gesamte Bremssystem, vorrangig aber die Bremsscheiben, die auch werkstoffbedingt gegenüber den Bremsbelägen eine deutlich höhere Wärmeleitfähigkeit aufweisen. Die Anstiegsrate der Temperatur wird durch die Wärmekapazität der Bremsscheibe, die zugeführte Leistung und die abgeführte Wärmeleistung bestimmt.
Die Temperaturerhöhung bewirkt ihrerseits eine mögliche Abgabe der Wärmeenergie durch Strahlung nach dem Stefan-Boltzmann-Gesetz sowie durch Wärmekonvektion bei Luftbewegung durch den Fahrtwind (Wärmeübergangskoeffizient).
Für Supersportwagen sind Bremsanlagen bereits mit Spitzenleistungen von über einem Megawatt Bremsleistung dimensioniert worden, wofür eine aktive Bremsenkühlung erforderlich ist.

### Überhitzte Bremsscheiben

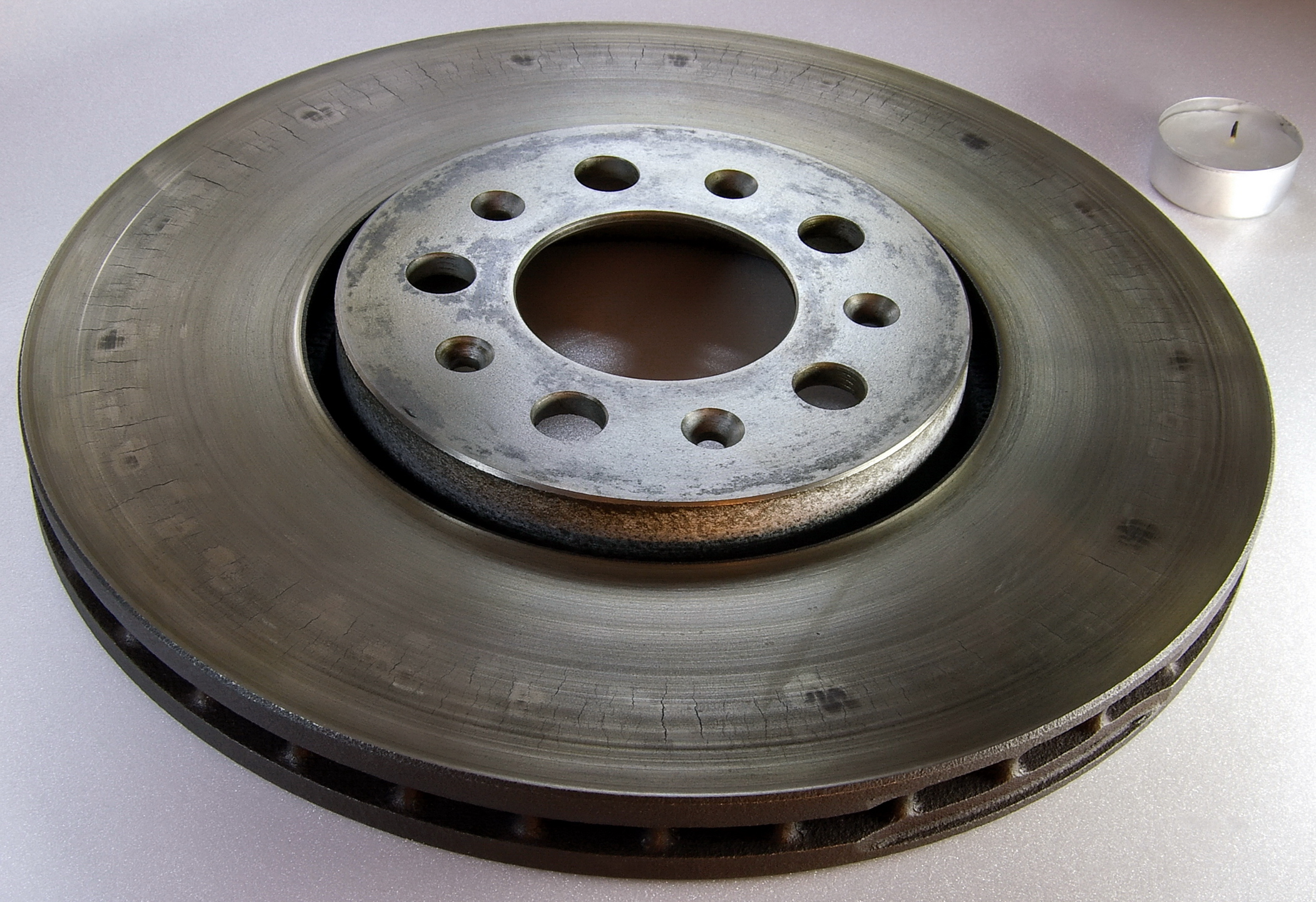
Durch Wärmeverzug rissige, defekte Bremsscheibe

Überhitzte Bremsscheiben vermindern die Leistung der Bremse im Wesentlichen aus drei Gründen:
1. Der Reibungskoeffizient von Eisenlegierungen vermindert sich bei hohen Temperaturen (im Bereich der Glut ab 500 °C).
2. Die Bremsflüssigkeit im Bremssattel, genauer das in ihr mit der Zeit wegen ihrer hygroskopischen Eigenschaft angesammelte Wasser wird über den Siedepunkt erhitzt; die entstehenden Dampfblasen drücken einen Teil der Hydraulikflüssigkeit zurück in den Vorratsbehälter, besonders wenn die Bremse kurz gelöst wird; die Dampfblasen sind selbst aber kompressibel und können daher kaum Bremsdruck übertragen: Die Bremse fällt schlagartig aus („ins Leere treten“). Das starke Erwärmen der Bremsflüssigkeit tritt bei anhaltender Belastung auf, etwa bei Passabfahrten. Um das aufgenommene Wasser zu entfernen, muss die Bremsflüssigkeit regelmäßig gewechselt werden.
3. Die aus dem Guss ggf. nicht ganz gleichmäßige Gefügestruktur der Scheibe führt zu Wärmespannungen und damit potentiell zum bleibenden Verzug der Scheibe. Seitlicher Schlag macht sich durch Vibration im Bremspedal oder -hebel bemerkbar und führt zu deutlich verzögertem Ansprechen und verminderter Bremsleistung. Das Phänomen ist gefährlich, weil es teils erst ab einer bestimmten Geschwindigkeit auftritt und dann auf einem Bremsenprüfstand nicht feststellbar ist. Eine weitere Folge können Spannungsrisse sein, die dann die Wärmeableitung weiter verschlechtern und in Folge zu einem Bruch mit verheerenden Folgen (Abriss des Radträgers) führen können.

### Verschleißgrenze
Die Lebensdauer einer Bremsscheibe wird durch die vom Hersteller genannte Verschleißgrenze begrenzt. Das ist die Mindestdicke der durch die Beläge mit der Zeit abgeschliffenen Scheibe. Diese muss bei Erreichen der Verschleißgrenze ersetzt werden. Ist die Verschleißgrenze noch nicht erreicht und die Bremsklötze müssen ersetzt werden, muss die Bremsscheibe abzüglich ihres Mindestmaßes mindestens so dick sein wie schon abgetragen ist. Weist die Bremsscheibe weniger als ihre Mindestdicke auf, besteht die Gefahr, dass sie bei Belastung reißt bzw. bricht.

### Bremsleistung
Zur Errechnung der von einer Bremsanlage aufzubringenden Bremsleistung sei exemplarisch betrachtet: Ein Kraftfahrzeug mit einer Masse m von 1.500 kg von v = 200 km/h ist innerhalb von t = 10 Sekunden bis zum Stillstand (v = 0) abzubremsen, mit einer mittleren Verzögerung von 5,56 m/s² bzw. 0,57 g. Dabei wandele unter Vernachlässigung der Fahrwiderstände die Bremsanlage die gesamte kinetische Energie in Wärme um:
{\displaystyle \Delta Q_{\mathrm {gesamt} }={\frac {1}{2}}\cdot m\cdot \Delta v^{2}}
{\displaystyle \Delta Q_{\mathrm {gesamt} }={\frac {1{.}500\,\mathrm {kg} \cdot \left(200\,\mathrm {\frac {km}{h}} \right)^{2}}{2}}=30{.}000{.}000\,\mathrm {\frac {kg\cdot km^{2}}{h^{2}}} \approx 2{.}315{.}000\,\mathrm {\frac {kg\cdot m^{2}}{s^{2}}} }
Die gesamte Wärmemenge (die gleich der kinetischen Energie ist) beträgt 2.315 kJ und erwärmt die Bremsscheiben. Anfangs, bei 200 km/h, wird bei den angenommenen 0,57 g eine Augenblicksleistung von 463 kW erbracht, welche bei konstanter Verzögerung bis zum Stillstand linear auf null abnimmt. Allerdings ist die Haftung der Reifen durchaus ausreichend für 1 g und mehr, so dass über 812 kW oder 1100 PS wirken können. Die Fahrwiderstände bei 200 km/h betragen ca. 80 bis 90 kW, was bei 200 km/h ca. 0,1 g zusätzliche Verzögerung ergibt.
Zur Abschätzung der Temperaturerhöhung eine Beispielrechnung:
- mittlere Bremsleistung: ΔQ/t = 2315 kJ/10 s = 231 kW
- Die gesamte Erwärmung erfahren nur die Bremsscheiben.
- Fahrwiderstände und Motorbremse bleiben unberücksichtigt.
- angenommene Aufteilung der gesamten Bremsleistung, die Achslastverlagerung ausnutzend, zu 70 % auf die vorderen, Rest auf die hinteren Bremsen: 2.315 kJ · 0,7 = 1.620,5 kJ vorne, 694,5 kJ hinten.
- Aufteilung der vorderen Bremsleistung auf zwei Bremsscheiben: ΔQ = 1.620,5 kJ / 2 = 810,25 kJ
- angenommene Masse m je Bremsscheibe: ≈ 10 kg
- Spezifische Wärmekapazität c für Grauguss:[2] 0,46 kJ / (kg · K)

Mit {\displaystyle \Delta T={\frac {\Delta Q}{c\cdot m}}}

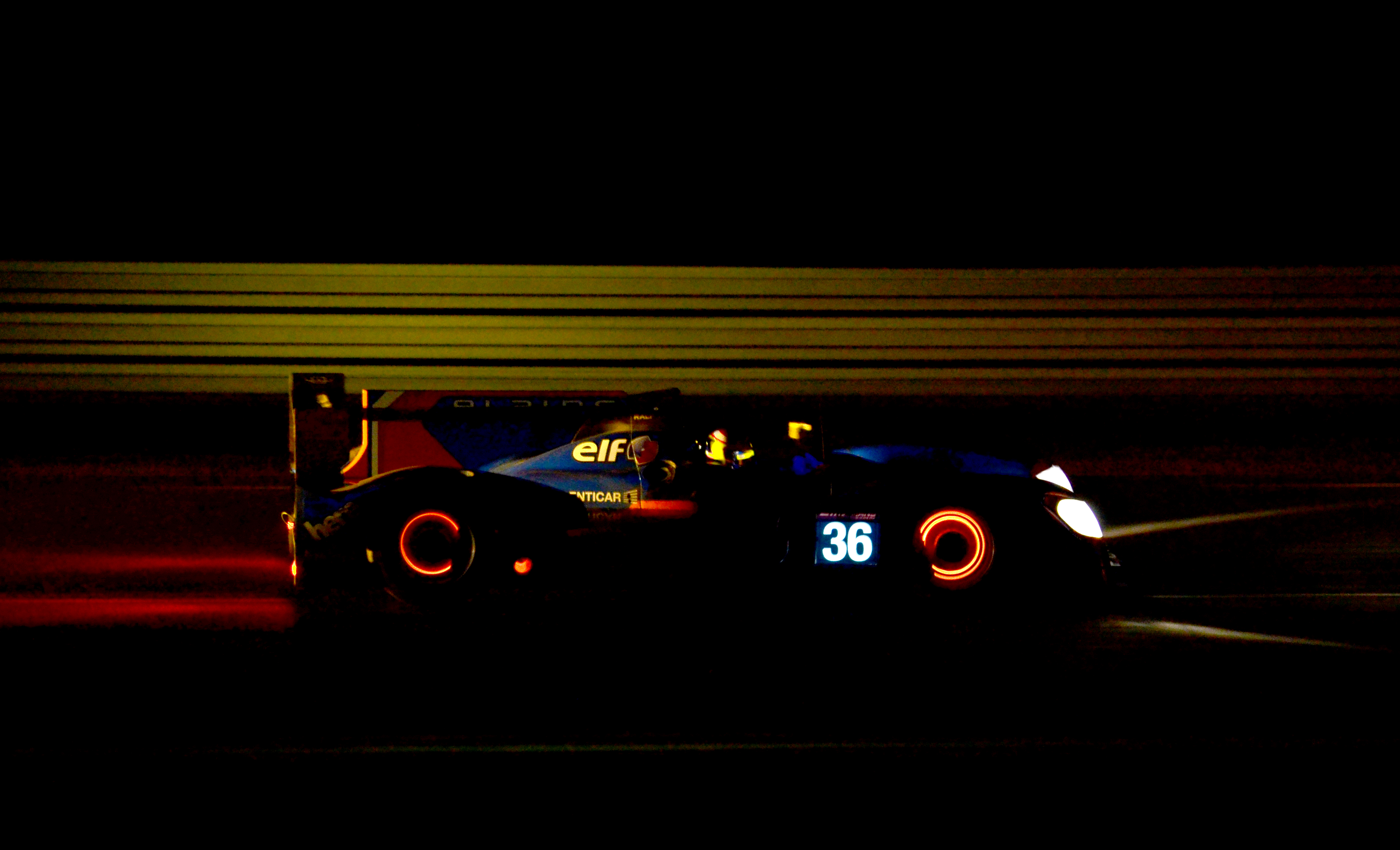
Rennwagen mit glühenden Bremsscheiben

ergibt sich eine Erwärmung einer jeden vorderen Bremsscheibe um
{\displaystyle \Delta T={\frac {810{,}25\,\mathrm {kJ} }{0{,}46\,\mathrm {\frac {kJ}{kg\cdot K}} \cdot 10\,\mathrm {kg} }}=176\,\mathrm {K} }
gegenüber der Ausgangstemperatur. Bei wiederholten Bremsungen, etwa bergab oder auf einer Rennstrecke, können die Scheiben bis zur Rotglut oder Weißglut erhitzt werden, was nachts bei 24-Stunden-Rennen wie in Le Mans gut zu sehen ist.

## Optimierungen

### Innenbelüftung

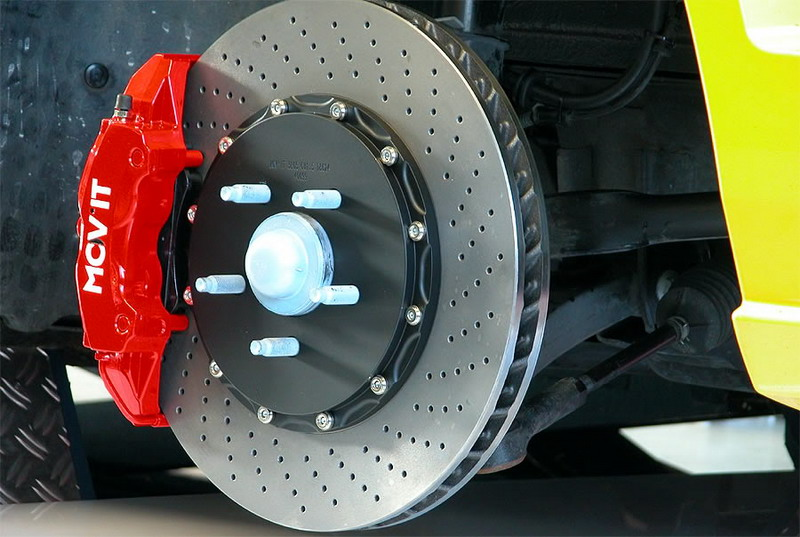
Innenbelüftete, zweiteilige, gelochte Bremsscheibe

Zur besseren Wärmeabfuhr werden innenbelüftete Bremsscheiben mit radialen Kühlöffnungen versehen, die zwischen den beiden Reibflächen liegen. Bei sich drehendem Laufrad entsteht eine Zentrifugalkraft, die einen ständigen Luftzug von der Nabe nach außen bewirkt. Dies begünstigt die Wärmeabfuhr. Trotz der höheren Baubreite und des höheren Gewichts hat sich diese Bauweise für die Vorderachse vieler Kraftfahrzeuge durchgesetzt.

### UFO-Bremse
Die bei dem Audi 200, Audi V8 und später Audi S4 C4 (nur mit dem 20-Ventil-Turbomotor) verwendete High Performance Bremsenkonstruktion nutzt innenumfassende Bremsscheiben, die im automobilen Volksmund aufgrund ihres Aussehens nach einer Fliegenden Untertasse UFO-Bremse genannt wird. Dabei greift die Bremszange von innen an die Bremsscheibe; die Verbindung von Bremsscheibe und Radnabe besteht aus einer stählernen Schüssel-Konstruktion, die dem Aussehen nach einem UFO ähnelt. Audi nannte die Bremskonstruktion High Performance kurz HP (Später auch HP1). Diese Konstruktion ergibt eine größere Reibfläche der Bremsscheibe im Verhältnis zum Felgendurchmesser als es bei konventionellen Scheibenbremsen und kleineren Felgen bis 16" möglich ist. Diese Konstruktion wurde jedoch mit der Schwimmsattelbremse der 2. Generation ab Modelljahr 1993, der HP2-Bremsanlage, wieder verworfen. Durch eine kompaktere Bauweise und immer größer werdenden Felgen konnten die anfänglichen Schwächen einer herkömmlichen Bremsanlage wettgemacht und sogar erheblich verbessert werden. So beträgt die berechnete Scheiben-Temperaturdifferenz bei einem Stopp aus 250 km/h mit einer Verzögerung von 1 g 96 °C zu Gunsten der HP2.

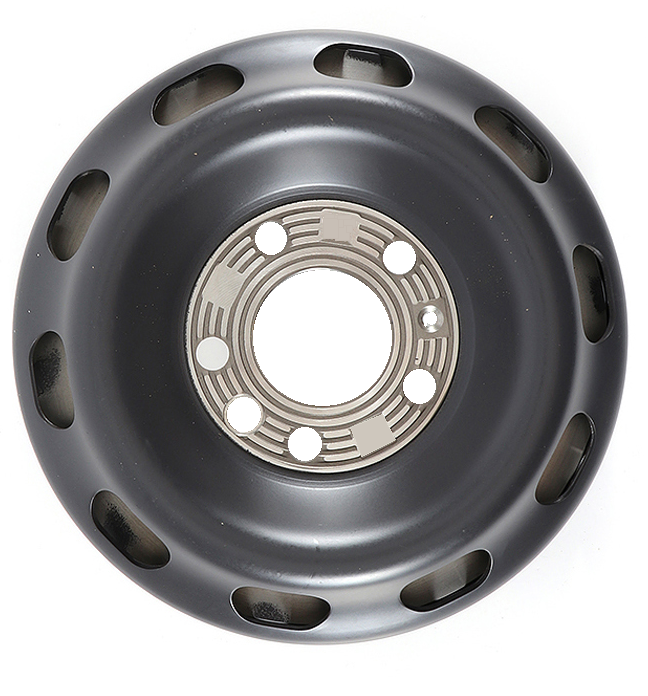
Audi HP Bremsscheibe. Durch das Aussehen auch als UFO-Bremse bezeichnet.

Reparaturen und Wartung an der HP-Bremse sind sehr aufwendig und damit teuer. Eine Umrüstung auf die konventionelle Bremsanlage des Audi 200 Turbo oder die HP-2 ist aber möglich und wurde bei vielen auch durchgeführt.

### Löcher, Nuten und Schlitze in den Reibflächen

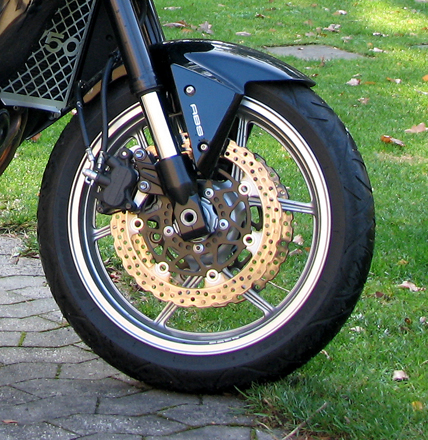
Gelochte Bremsscheibe an einem Motorrad

Weiterhin werden Bremsscheiben teils axial gelocht oder mit Schlitzen oder Nuten versehen. Bremsabrieb und Wasser, das sich bei Regen auf der Scheibe hält, soll sich so in den Nuten sammeln und durch die Zentrifugalkraft entlang der Nut nach außen abgeführt werden. Somit können solche Maßnahmen das Ansprechverhalten bei Nässe verbessern. Im Unterschied zu Nuten haben Löcher wiederum keinen Effekt der Selbstreinigung, was deren Wirkung mindert, sobald sie durch abgelagerten Bremsstaub verstopft sind.

Weiterhin können Löcher in der Bremsscheibe die Wärmeabfuhr erhöhen.

Durch die Bohrungen wird jedoch die Gefahr von Spannungsrissen erhöht; um dies zu vermeiden, werden sie teils schon im Formenbau in die Gussform eingearbeitet.
Nachteilig, sowohl bei Nuten als auch bei Löchern, ist der mögliche höhere Belagverschleiß, denn die etwas nachgiebigen Beläge können bei hohen Flächenpressungen in die Öffnungen gepresst werden und durch die scharfe Kante der Bohrung abgetragen werden. Dieses Phänomen kann durch Abrundung der Bohrlochkanten vermindert werden.

### Wärmebehandlung
Eine weitere Verbesserung der Bremsleistung lässt sich durch wärmebehandelte Bremsscheiben erreichen. Hier wird die Scheibe nach dem Abdrehen noch einmal einem definierten Erwärmungs- und Abkühlungsprozess ausgesetzt, wodurch eine gleichmäßige Gefügestruktur entsteht. Das Material verzieht sich nun weniger. Wegen der höheren Kosten werden wärmebehandelte Bremsscheiben ab Werk nur bei leistungsstarken Fahrzeugen oder Sportwagen eingesetzt. Im Motorsport-Zubehör werden gleichwohl solche Scheiben auch für verbreitete PKW-Modelle angeboten, zu Preisen im Bereich der Originalteile. Eine gesonderte Prüfung oder Eintragung ist erst notwendig, wenn dazu auch Sport-Bremsbeläge mit höherem Reibungskoeffizienten eingesetzt werden.

### Zweiteilige Bremsscheiben
Noch leichter und leistungsfähiger sind zweiteilige Bremsscheiben. Der Trägertopf ist aus Aluminium gefertigt, um die ungefederten Massen zu verringern und um eine günstigere Wärmeableitung an Nabe und Rad zu erreichen. Die Wärmeleitfähigkeit von Aluminium ist viermal höher als bei Stahl; Warmfestigkeit und Verschleißbeständigkeit sind aber geringer.

### Integralbremsscheibe
Die Integralbremsscheibe ist vorrangig für LKW verfügbar. Auf einen Adapterring, der später mit der Radnabe verschraubt wird, sind umlaufend Verzahnungen angebracht; auf den Adapterring wird die Bremsscheibe in einem weiteren Arbeitsschritt gegossen. Zwischen Adapterring und Bremsscheibe entsteht ein Verbundguss, der eine spielfreie Verbindung gewährleisten soll, ohne dass die beiden Teile miteinander verschmelzen.
Bei Erwärmung dehnen sie sich radial aus und beim Abkühlen schrumpfen sie radial. Dadurch werden Hitzenester in den Scheiben vermieden, die zu Spannungen und letztendlich zur Rissbildung führen. Integralscheiben bleiben immer plan, was zu weniger Verschleiß der Bremsscheiben und Bremsbelägen führt.